# Приморське (Чугуївський район)
Приморське (до 18 лютого 2016 — Новокомсомольське) — село в Україні, у Печенізькій селищній громаді Чугуївського району Харківської області. Населення становить 348 осіб. До 2020 орган місцевого самоврядування — Печенізька селищна рада.
До 2016 року село Приморське носило назву Новокомсомольське.

## Географія
Село Приморське знаходиться на лівому березі річки Сухий Бурлук, яка через 1,5 км впадає в Печенізьке водосховище та на правому березі річки Середній Бурлук, яка на північно західній околиці села впадає в  Сухий Бурлук. Вище за течією річки Сухий Бурлук на відстані 3 км розташоване село Новий Бурлук, вище за течією річки Сухий Бурлук на відстані 5 км розташоване село Юрченкове. На відстані 1,5 км знаходиться гребля Печенізького водосховища та система штучних ставків.
Поруч проходить автомобільна дорога Т 2111.

## Історія
12 червня 2020 року, відповідно до Розпорядження Кабінету Міністрів України  № 725-р «Про визначення адміністративних центрів та затвердження територій територіальних громад Харківської області», увійшло до складу Печенізької селищної громади.
19 липня 2020 року, в результаті адміністративно-територіальної реформи та ліквідації колишнього Печенізького району, увійшло до складу новоутвореного Чугуївського району Харківської області.